# María Grever
María Grever (14 de setembro de 1885 - 15 de dezembro de 1951) foi a primeira compositora mexicana a alcançar aclamação internacional. Ela é mais conhecida pela canção "What A Difference A Day Makes" (originalmente "Cuando vuelva a tu lado"), que foi popularizada por Dinah Washington e foi regravada por vários artistas.